# قرض

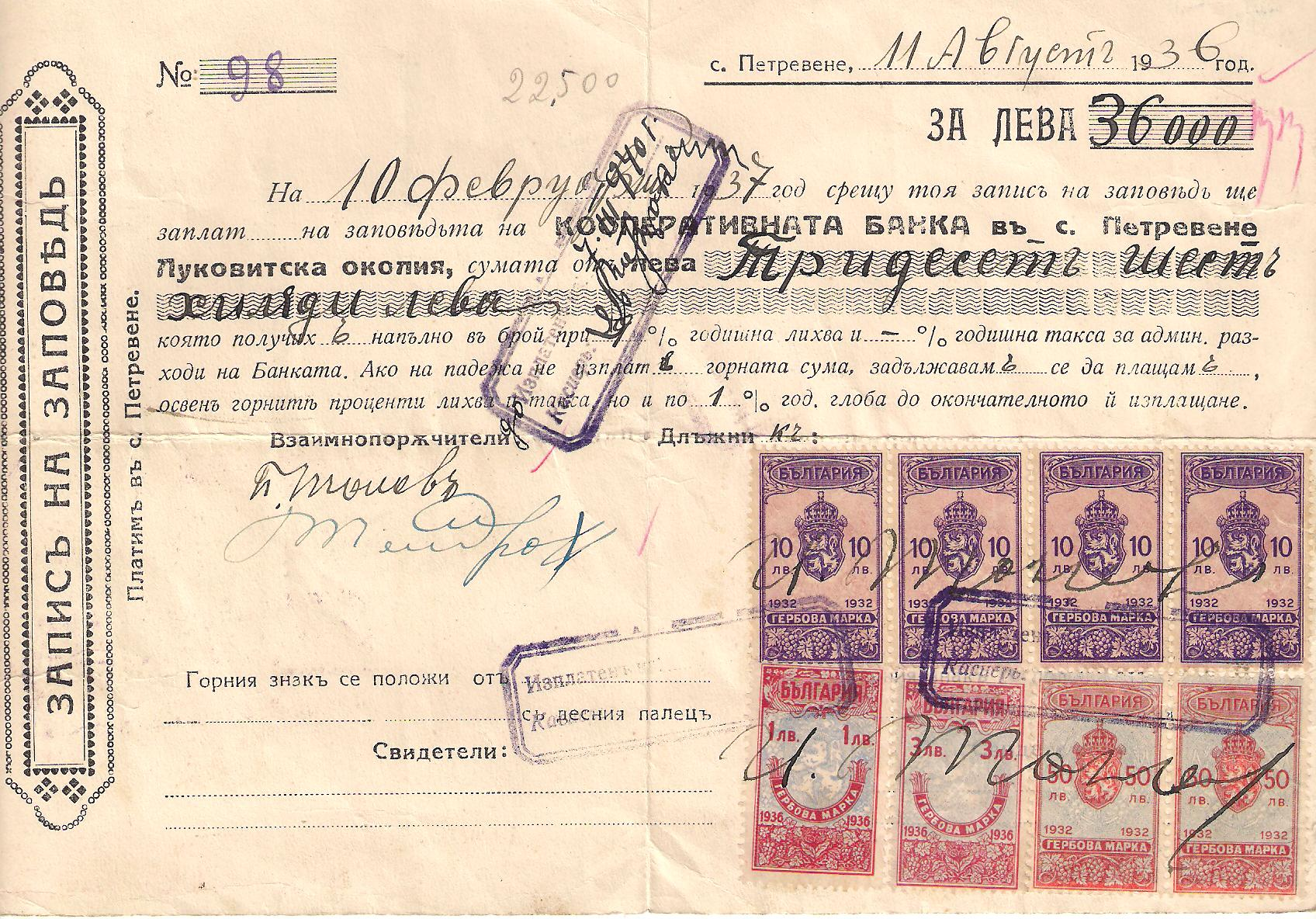

القَرْضُ أو الدَّيْنُ عبارة عن واجب يدين به أحد طرفي المعاملة (المدين) إلى الطرف الآخر الذي يُسمَّى الدائن؛ وعادةً ما يشير ذلك إلى الأصول التي كان الدائن قد أعطاها للمدين، وفي نفس الوقت يمكن أن يستخدم هذا المصطلح على سبيل الاستعارة ليشمل الالتزامات الأخلاقية وغيرها من التفاعلات غير القائمة على القيمة الاقتصادية.[بحاجة لمصدر]
ويتحقق القرض عندما يوافق الدائن على إقراض المدين مبلغًا من المال. وعادةً ما يتم منح القرض مع توقع سداد المبلغ الأصلي؛ في المجتمع الحديث، في معظم الحالات، يتضمن ذلك سداد المبلغ الأصلي إلى جانب الفائدة.
في مجال التمويل، يعد القرض وسيلة لاستخدام القوة الشرائية المستقبلية المتوقعة في الوقت الحاضر قبل أن يتم اكتسابها بالفعل. فتستخدم بعض الشركات والمؤسسات التجارية القرض كجزء من إستراتيجية تمويل الشركات الشاملة الخاص بها.

## السداد
قبل التعاقد بشأن القرض، يلزم أن يتفق كلٌ من المدين والدائن على الطريقة التي سيتم بها سداد القرض، والمعروفة باسم معيار الدفع المؤجل. وعادةً ما تكون الدفعة في شكل مبالغ من المال يتم دفعها بـ وحدات العملة، غير أن السداد قد يظهر كذلك في بعض الأحيان في شكل سلع أو خدمات. كذلك، يمكن أن يتم السداد على دفعات على مدار فترات معلومة من الزمن، أو سداد المبلغ بالكامل دفعة واحدة حسب اتفاقية القرض.

## أنواع القروض
تلجأ الشركة لاستخدام أنواع مختلفة من القروض من أجل تمويل عملياتها. وبشكل عام، يمكن تصنيف الأنواع المختلفة من القروض كما يلي:
1. قرض بضمان وبدون ضمان،
2. قرض خاص وعام،
3. قرض مشترك وثنائي،
4. أنواع أخرى من القروض التي تتميز بوجود واحدة أو أكثر من الخصائص المذكورة أعلاه.[2]

ويمكن اعتبار الالتزام بسداد القرض مضمونًا، إذا لجأ الدائنون إلى الاستحواذ على أصول الشركة على أساس ملكيتها لها أو أن يسبق ذلك التقدم بمطالبات عامة ضد الشركة.
ويشتمل القرض بدون ضمان على التزامات مالية، حيث يمكن للدائنين اللجوء إلى الاستحواذ على أصول الجهة المقترضة لأخذ مستحقاتهم.
كذلك يشتمل القرض الخاص على التزامات من نوع القرض البنكي، سواء كانت كبيرة أو نصفية. ويشير مصطلح القرض العام إلى مفهوم عام يشمل كافة الأدوات المالية القابلة للتداول بحرية في نظام الصرف العام أو في السوق الفورية، مع القليل من القيود، إن وجدت.
ويعد القرض الأساسي أو «القرض بأجل» الشكل الأبسط من أشكال القروض. حيث يقوم هذا القرض على اتفاقية تتضمن إقراض مبلغ ثابت من المال، يُطلق عليه اسم المبلغ الأصلي أو الأساسي، لفترة زمنية ثابتة، على أن يتم سداد هذا المبلغ في موعد محدد. بنسبة الفائدة المفروضة على القروض التجارية، والتي يتم حسابها كنسبة مئوية على المبلغ الأصلي سنويًا، فيلزم كذلك سدادها بحلول الموعد المحدد، أو قد يتم دفعها بصورة دورية على فترات زمنية، كأن يتم دفعها سنويًا أو شهريًا. إن مثل هذه القروض يطلق عليها كذلك قروض تسدد دفعة واحدة، وبخاصة إذا كانت هناك فقط دفعة واحدة يتم تسديدها في نهاية المدة دون الاضطرار إلى مواجهة «سيل» من مدفوعات الفوائد خلال مدة القرض. ويوجد العديد من الاتفاقيات المتعلقة بكيفية احتساب الفائدة – انظر اتفاقية الحساب بالأيام التي يفضل البعض استخدامها – بينما تتمثل الاتفاقية القياسية في استخدام نظام معدل الفائدة السنوية المئوية (APR)، والذي يُستخدم على نطاق واسع ويقضي القانون في الولايات المتحدة والمملكة المتحدة باعتماده، على الرغم من وجود أشكال مختلفة من نظام معدل الفائدة السنوية المئوية.
في بعض القروض، قد يكون المبلغ الذي تم إقراضه بالفعل للمدين أقل من المبلغ الأصلي اللازم سداده؛ ويكون للمبلغ الإضافي نفس التأثير الاقتصادي تمامًا مثل معدل الفائدة الأعلى (انظر رهن)، وفي بعض الأحيان يُشار إليه باسم نظام الاثنا عشر الخاص بالمصرفي، العمل بنظام «الاثنا عشر الخاص بالمصرفي» – والذي يقضي بأن تكون مدينًا باثني عشر وتحصل على قرض بأحد عشر (الاثنا عشر الخاص بالمصرفي). لاحظ أن معدل الفائدة الفعلي لا يساوي نسبة الخصم: فإذا اقترض الشخص مبلغ 10 دولارات ولزم عليه سداد 11 دولارًا، بالتالي تصبح نسبة الفائدة المدفوعة (11 دولار-10 دولار)/10 دولار = 10% كفائدة؛ ومع ذلك إذا اقترض الشخص مبلغ 9 دولارات ولزم عليه سداد 10 دولارات، فستصبح نسبة الفائدة (10 دولارات-9 دولارات)=1دولار (1/9%).
تعد القروض المباشرة نوع من أنواع القروض، عادة ما تشير إلى القروض التي يتم منحها للطلاب، ولكنه قد يُشير كذلك إلى أنواع القروض المقدمة من قبل المُقرض، للطرف المقترض، بدون تدخل طرف ثالث. وقد تكون الجهة المُقرضة مؤسسات غير مصرفية مثل الحكومة، أو قد تكون بنوك تجارية، أو مؤسسات مالية. وفي بعض الأحيان يمكن أن يتم اللجوء إلى طرف ثالث إذا كان الطرف المُقرض بنكاً أو مؤسسة صغيرة لا تتمكن من تغطية قيمة القروض بشكل كامل، فتلجأ إلى أطراف ثالثة لتغطية قيمة القروض المطلوبة، لكن في هذه الحالة سترتفع تكلفة الاقتراض وسيضطر المُقترض إلى دفع فائدة عالية على القرض.

## أحكام القرض في الإسلام

### دليل مشروعية القرض
1- دليل المشروعية من القرآن:
قوله تعالى: ((من ذا الذي يقرض الله قرضا حسنًا فيضاعفه له أضعافا كثيرة)) [البقرة: 245] ووجه الدلالة فيها أن الله شبه الأعمال الصالحة والإنفاق في سبيل الله بالمال المقرض، وشبه الجزاء المضاعف على ذلك ببدل القرض، وسمى أعمال البر قرضًا، لأن المحسن بذلها ليأخذ عوضها، فأشبه من أقرض شيئًا ليأخذ عوضه. ومشروعية المشبه تدل على مشروعية المشبه به.
2- دليل المشروعية من السنة:
قوله ﷺ: ((ما من مسلم يقرض مسلما قرضا مرتين إلا كان كصدقة مرة)).
وروى أبو رافع: ((أن النبي ﷺ استسلف من رجل بكرا، فقدمت على النبي ﷺ إبل الصدقة فأمر أبا رافع أن يقضى الرجل بكره، فرجع إليه أبو رافع فقال يا رسول الله، لم أجد فيها إلا خيارًا رباعيًا. فقال: أعطه، فإن خير الناس أحسنهم قضاء)).
3- من الإجماع:
أجمع العلماء قاطبة على جواز القرض.

### الحكم التكليفي في حق المقرض
- إن كان المقترض مضطرًا لذلك، كان إقراضه واجبًا.
- وإن علم المقرض أو غلب على ظنه أن المقترض يصرفه في معصية أو مكروه، كان حرامًا أو مكروهًا بحسب الحال.
- ولو اقترض تاجر لا لحاجة، بل ليزيد في تجارته طمعًا في الربح الحاصل منه، كان إقراضه مباحًا، ومثل ذلك ما لو أقرض غنيًا لمصلحة الدافع، كحفظ ماله بإحرازه في ذمة المقترض المليء، فإنه يكون مباحًا، حيث إنه لم يشتمل على تنفيس كربة ليكون مطلوبًا شرعًا.

### الحكم التكليفي في حق المقترض
الأصل فيه الإباحة عند سائر الفقهاء، وذلك لمن علم من نفسه الوفاء، وإلا لم يجز، ما لم يكن مضطرًا. فإن كان كذلك وجب في حقه لدفع الضر عن نفسه أو كان المقرض عالمًا بعدم قدرته على الوفاء وأعطاه، فلا يحرم، لأن المنع كان لحقه، وقد أسقط حقه بإعطائه مع علمه بحاله.

### صفات العاقدين المقرض والمقترض
- المُقرض: يشترط في المقرض أن يكون من أهل التبرع أي حرًا بالغًا عاقلًا رشيدًا غير محجور عليه.
- المقترض: لا يشترط أهلية التبرع في المقترض بل يشترط فقط أهلية المعاملة بأن يكون متمتعا بالذمة المالية. وذلك بأن يكون حرًا بالغًا عاقلًا أو صبيًا مميزًا، متمتعًا بالذمة المالية لأن الدين لا يثبت إلا في الذمم.

### شروط المال
1- أن يكون المال المقرَض معلومًا:
معلومية المال شرطٌ لصحة القرض. وذلك ليتمكن المقترض من رد البدل المماثل للمقترض.
وهذه المعلومية تتناول أمرين:
- معرفة القدر بالوحدة القياسية العرفية (وزن - حجم - طول. . الخ)
- معرفة الوصف.

يشترط لصحة القرض معرفة قدره بمعيار معروف من مكيال أو صنجة أو ذراع أو مقياس مما يعرف عادة بين الناس. فلا يصح قرض المال جزافًا، كصبرة طعام، ولا إقراض مال ملء قدح معين أو وزن حجر معين أو ذرع خشبة معينة.
2- أن يكون المال المقرض مثليًا أو قيميًا:
اتفق الفقهاء على صحة القرض إذا كان المال المقرض من المثليات (لأن الواجب رد المثل)، وكان عينًا (غير منفعة)، وكان معلومًا قدرًا ووصفًا ليتمكن المقترض من رد البدل المماثل.
- والمثليات: هي الأموال التي لا تتفاوت آحادها تفاوتا تختلف به قيمتها، كالنقود وسائر المقدرات بالوحدات القياسية العرفية، من موزونات ومكيلات ومذروعات وعدديات متقاربة.
- أما القيميات: فهي التي تتفاوت آحادها تفاوتا تختلف به قيمتها، كالحيوان والعقار. وهذه لا يصح إقراضها عند الحنفية.[7]

3- أن يكون المال المقرض عينًا أو منفعة:
ذهب الشافعية والمالكية وابن تيمية من الحنابلة إلى جواز قرض المنافع إذا كانت مثلية أو تقبل الضبط بالوصف خلافًا للحنفية وللحنابلة في المذهب إذ لا يجوز عندهم قرض المنافع مطلقًا.
وقرض المنفعة مثل أن يحصد إنسان مع آخر يومًا، ويحصد الآخر معه يومًا بدله.

### اشتراط توثيق دين القرض
يصح الإقراض بشرط توثيقه برهن وكفيل وإشهاد وكتابة، فإن لم يوف المقترض بشرطه كان للمقرض حق الفسخ، ولا يحل للمقترض التصرف فيما اقترضه قبل الوفاء بالشرط.
ذهب الشافعية إلى صحة الإقراض بشرط رهن وكفيل وإشهاد، لأن هذه الأمور توثيقات لا منافع زائدة للمقرض. فله إذا لم يوف بها المقترض الفسخ قياسًا على ما ذكر من اشتراطها في البيع. وقالوا: من فوائد هذا الاشتراط أن المقترض لا يحل له التصرف في العين التي اقترضها قبل الوفاء بالشرط. ووافقهم الحنابلة على جواز اشتراط توثيقه، فنصوا على جواز اشتراط الرهن والكفيل في عقد القرض. واستدلوا على مشروعية شرط الرهن بحديث: عَنْ عَائِشَةَ، قَالَتْ:: ((اشْتَرَى رَسُولُ اللهِ ﷺ مِنْ يَهُودِيٍّ طَعَامًا بِنَسِيئَةٍ، فَأَعْطَاهُ دِرْعًا لَهُ رَهْنًا)).
وجاء في كشف القناع: (ويجوز شرط الرهن) وشرط (الضمين فيه) أي في القرض، لأنه ﷺ استقرض من يهودي شعيرًا ورهنه، وما جاز فعله جاز شرطه، ولأنه يراد للتوثق بالحق، وليس ذلك بزيادة، والضمان كالرهن. فلو عينهما، وجاء بغيرهما، لم يلزم المقترض قبوله وإن كان ما أتى به خيرًا من المشروط، وحينئذ يخير بين فسخ العقد وبين إمضائه بلا رهن ولا كفيل.

### اشتراط الوفاء بأنقص
إذا اشترط في عقد القرض أن يرد المقترض أنقص مما أخذ قدرًا أو وصفًا فالشرط لاغ والعقد صحيح.
ومما جاء في مجلة الأحكام الشرعية: لا يجوز اشتراط النقص أو الزيادة في الوفاء، سواء في القدر أو الصفة. مثلا: لو أقرضه دراهم رديئة وشرط أن يقضيه جيدة أو شرط أن يقضيه من نوع خير مما أخذ أو أن يزيده عما أخذ أو بالعكس، لم يصح.
فالقرض لا يفسد بالشروط الفاسدة، وإنما يلغو الشرط الفاسد. (م745)

### اشتراط رد محل القرض بعينه
إذا اشترط في عقد القرض أن يرد المقترض المال المقترض بعينه، فالعقد صحيح، والشرط فاسد.

### اشتراط الزيادة للمقرض
أجمع الفقهاء على أن القرض بشرط زيادة قدر أو صفة للمقرض حرام، وأن تلك الزيادة ربا.
ومما جاء في كتاب المغني:
قال ابن المنذر أجمعوا على أن المسلف إذا شرط على المستسلف زيادة أو هدية فأسلف على ذلك، أن أخذ الزيادة على ذلك ربا.
وكل زيادة في سلف أو منفعة ينتفع بها المسلف فهي ربا، ولو كانت قبضة من علف، وذلك حرام إن كان بشرط.

### اشتراط عقد آخر في القرض
لا يجوز أن يشترط في القرض أن يبيع المقرض للمقترض شيئًا أو يشترى منه شيئًا أو يؤجره أو يستأجر منه ونحو ذلك، لأن ذلك ذريعة إلى القرض الذي يجر نفعًا للمقرض.
كما ذهب بعض الفقهاء إلى عدم جواز مسألة (أقرضني بشرط أن أقرضك) أي اشتراط قرض آخر من المقترض للمقرض في مقابل القرض الأول، وقالوا بفساد هذا الشرط مع بقاء العقد صحيحًا.

### اشتراط الجعل على الاقتراض بالجاه
اختُلِف فيمن استقرض لغيره بجاهه، هل يجوز له اشتراط جعل بدل لجاهه؟
فمنع ذلك بعض الفقهاء، وأباحه بعضهم، وفصل آخرون بين ما إذا كان باذل الجاه محتاجًا إلى نفقة وعناء، فأجازوا له أخذ أجر المثل، وبين ما إذا لم يكن محتاجًا لذلك، فحرموا عليه ذلك.
فجاء في مجلة الأحكام الشرعية: يجوز أن يقترض الإنسان بجاهه لآخر، كما يجوز أن يأخذ عليه جعلا من المقترض له.

### مصاريف الإقراض
المصاريف والنفقات الفعلية المترتبة على الاقتراض، قبضًا وردًا للبدل، وتوثيقًا للدين، وإجراء وتنفيذًا للعقد منذ بدايته إلى نهايته يقع عبؤها على المقترض دون المقرض.

### زمان رد بدل القرض
يرى جمهور الفقهاء أن دين القرض حال غير مؤجل، وللمقرض المطالبة به في أي وقت شاء عقب الإقراض، كسائر الديون الحالة.
وخالفهم المالكية في ذلك ورأوا أنه مؤجل أصلًا (من غير اشتراط التأجيل) إلى قدر ما يرى في العادة أن المقترض انتفع به.
جاء في المغني: للمقرض المطالبة ببدله في الحال، لأنه سبب يوجب رد المثل في المثليات، فأوجبه حالا كالإتلاف. ولو أقرضه تفاريق، ثم طالبه بها جملة، فله ذلك لأن الجميع حال، فأشبه ما لو باعه بيوعا حالة، ثم طالبه بثمنها جملة.
وإن أجل القرض، لم يتأجل، وكان حالًا. وكل دين حل أجله، لم يصر مؤجلا بتأجيله. وبهذا قال الحارث العكلي والأوزاعي وابن المنذر والشافعي
وقال مالك والليث يتأجل الجميع بالتأجيل لقوله ﷺ: ((المسلمون على شروطهم)).

### توثيق دين القرض بالكتابة والشهادة
توثيق دين القرض بالكتابة والشهادة إذا لم يكن مؤجلًا ليس واجبًا في قول أحد من الفقهاء.
أما إذا كان مؤجلًا، فقد ذهب ابن حزم إلى وجوب توثيقه بهما، وذهب جمهور الفقهاء إلى عدم وجوب ذلك.

### هدية المقترض للمقرض
اختلف الفقهاء في حكم الهدية غير المشروطة يقدمها المقترض قبل الوفاء، فذهب جماعة منهم إلى جوازها، ومنعها البعض إذا كان الغرض منها أن يؤخره المقرض بدينه،
وقال بعضهم بعدم جوازها إن لم ينو المقرض احتسابها من دينه أو مكافأته عليها، إلا إذا جرت عادة بذلك بينهما قبل القرض، فعند ذلك تجوز.

## انتهاء القرض
ينتهى القرض بأحد التصرفات التالية:
- الوفاء بالقرض من قبل المدين أو الكفيل إن وجد
- الاستيفاء من الرهن إن وجد.
- المقاصة بشروطها.
- الإبراء.